# Augustinerplatz 12 (Köln)

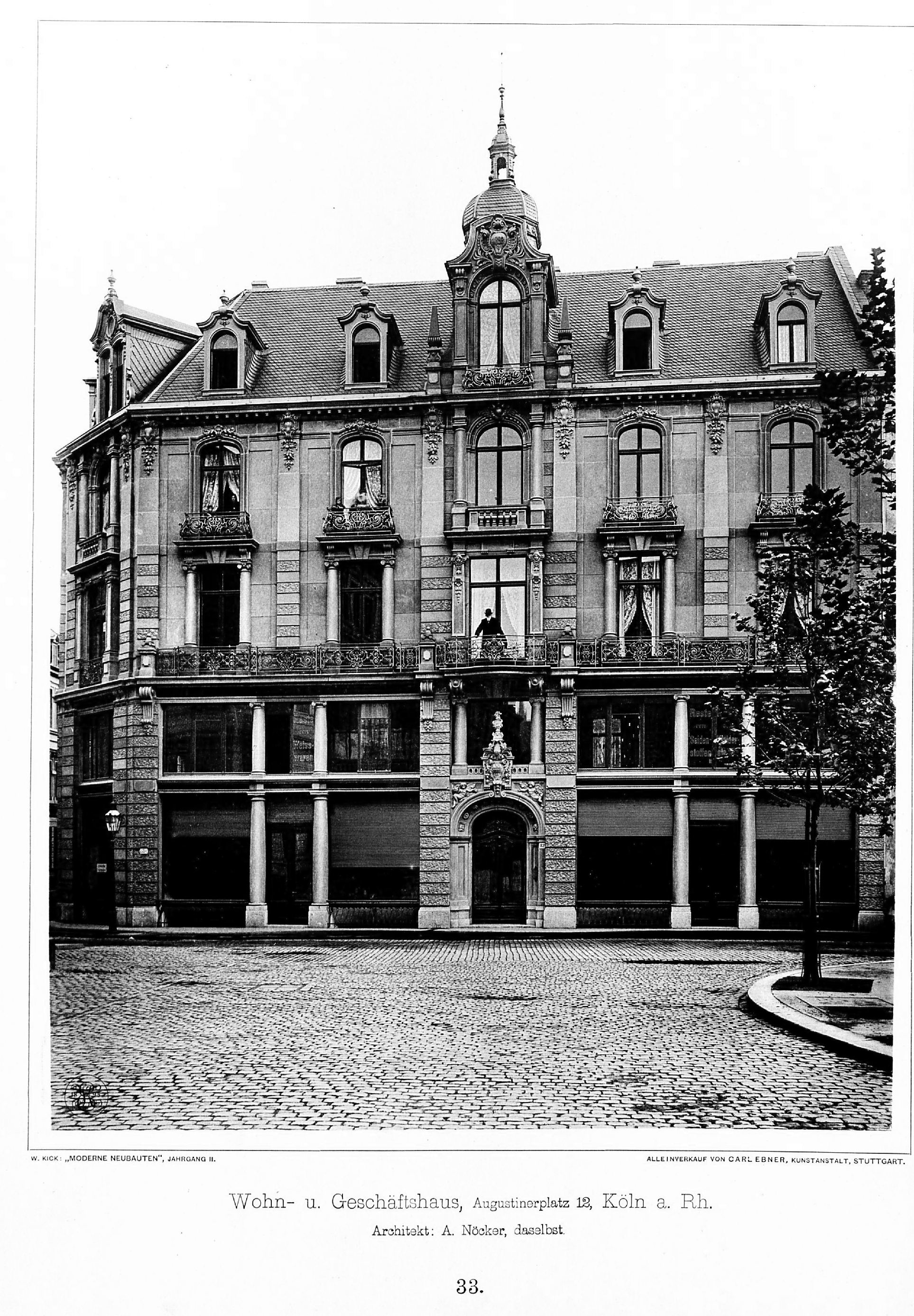
Haus Augustinerplatz 12

Das Haus Augustinerplatz 12 in Köln (heute Pipinstraße 4) war ein Wohn- und Geschäftshaus, das während des Zweiten Weltkriegs zerstört wurde.

## Geschichte
Das Haus wurde 1892/93 im Stil des Historismus nach Entwürfen des Kölner Architekten Adolf Nöcker erbaut. Anfang des 20. Jahrhunderts war dort das Postamt IV der Kaiserlichen Oberpostdirektion untergebracht. Im Haus hatte die Deutsche Automaten Gesellschaft (DAG), ein Tochterunternehmen der Firma Gebrüder Stollwerck, einen Saal angemietet. Hier wurden am 20. April 1896 zum ersten Mal in Deutschland Filme – zwölf französische Kurzfilme – vorgeführt.

„Der Glanz der späteren Film- und Kinometropole Berlin, der Versuch, den Film als »unabhängige deutsche Erfindung« der Berliner Schausteller Max und Emil Skladanowsky zu reklamieren sowie die unbestreitbaren Verdienste des Berliner Filmpioniers Oskar Meßter lassen allzu leicht vergessen, daß - genau genommen - der Weg des Films in Deutschland nicht in der Reichshauptstadt, sondern in der ‚Provinz‘ begann. Kommt man darin überein, den Ort und den Tag der ersten im Deutschen Reich veranstalteten öffentlichen Vorführung von (nicht zu Ringfilmen zusammengeklebten) fotografischen Bewegungsbildern mit Hilfe eines Projektors als Geburtsort und Geburtstag des Films in Deutschland anzusehen, so müßte in der Geburtsurkunde »Köln, Augustinerplatz Nr. 12« und das Datum »20. April 1896« vermerkt werden.“

## Baubeschreibung
Die Hauptfassade gliederte sich in vier Geschosslagen mit einem aufgesetzten Satteldach. Eine weitere Fassadengliederung erfolgte in mehreren Achsen, wobei die Zentralachse durch Gestaltungselemente wie Wandvorlagen und Rundsäulen eine zusätzliche Akzentuierung erfuhr. Vor allem aber verlieh der über der Zentralachse in Supraposition befindliche Dachgeschossmansardenturm, mit einer auffälligen Zwiebeldachbekrönung, der Hauptfassadenansicht eine optische Zentrierung.
Die Fassadengestaltung erfuhr durch Anlage eines umlaufenden Balkons – mit schmiedeeiserner Geländerzier –  eine deutliche, horizontale Zweiteilung, die unmittelbar oberhalb der zweiten Geschosslage erfolgte. Die unteren beiden Geschosse wurden durch den Einbau mehrerer Rundsäulen in insgesamt sieben Achsen unterteilt.
Die beiden Obergeschosse wiesen hingegen nur eine fünfachsige Unterteilung auf, wobei zur Gliederung der die Zentralachse flankierenden Obergeschossachsen jeweils ein Pilaster eingesetzt wurde.